# Giuseppe Calì (pittore)
Giuseppe Calì (La Valletta, 14 agosto 1846 – La Valletta, 1º marzo 1930) è stato un pittore maltese.

## Biografia
Figlio di genitori napoletani, studiò presso l'Accademia di Belle Arti di Napoli sotto la guida Giuseppe Mancinelli. Egli fu un artista molto prolifico, ogni chiesa di Malta vanta una sua opera, per la sua rapidità di produzione fu soprannominato ix-xitan tal-pinzell ("il diavolo con il pennello"). Altrimenti noto per la decorazione di abitazioni private, fotografie di soggetti, miniaturista, ritrattista nonché fondatore della scuola moderna delle belle arti a Malta.
Commemorato dalla Repubblica di Malta con l'emissione di una serie di quattro francobolli nel 1996 e il conio di una moneta nel 2004.
Ebbe dieci figli, tra essi Ramiro Calì, anche lui pittore sulle orme paterne.

## Opere

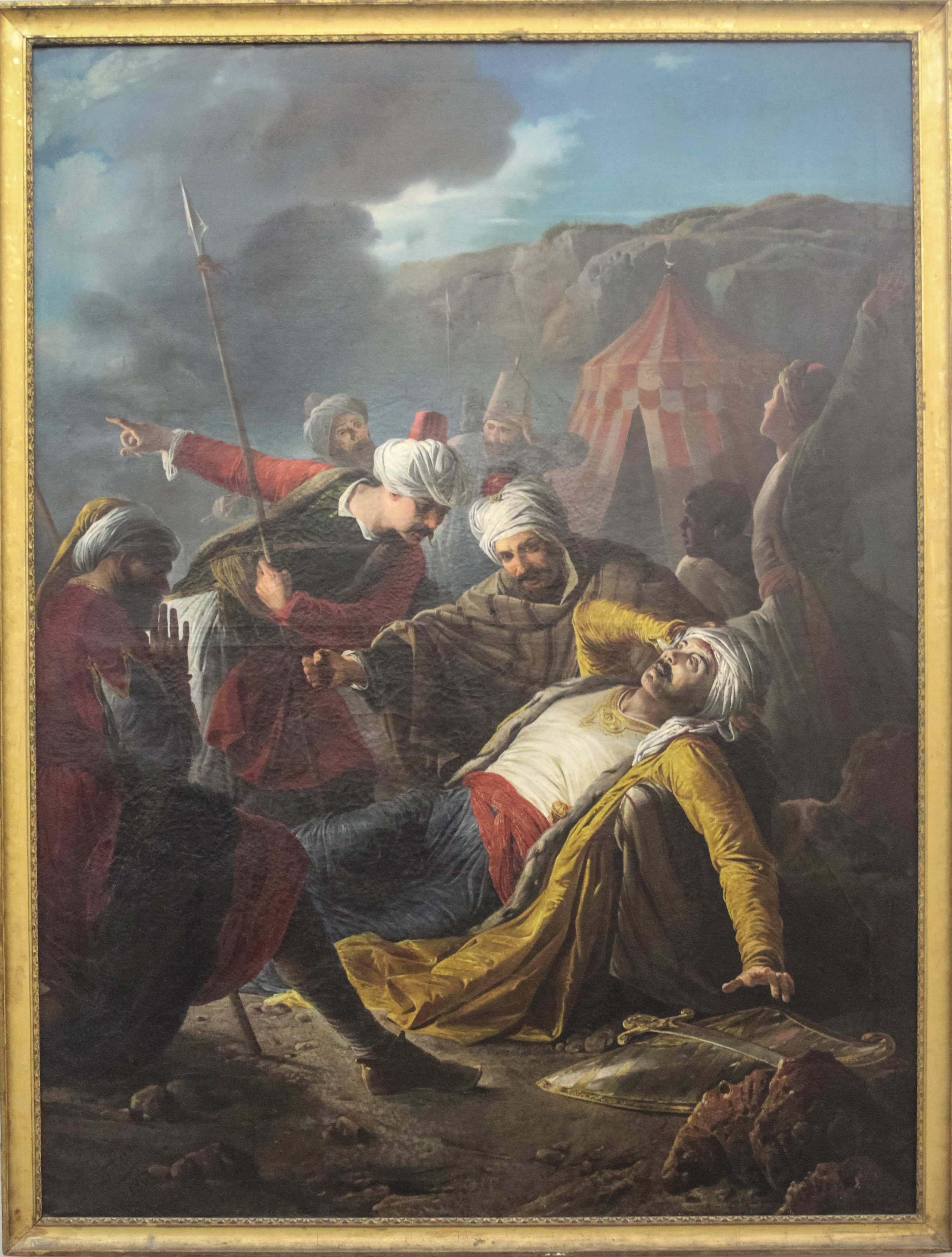
Morte del Rais Dragut.

- 1867, Morte di Dragut, olio su tela, opera custodita nel Museo Nazionale di Belle Arti di La Valletta.
- 1881, San Girolamo, pala d'altare, olio su tela, chiesa di nostra Signora del Sacro Cuore (Il-Knisja Parrokjali tal-Madonna tas-Sacro Cuor) di Sliema.
- 1881, San Lorenzo, pala d'altare, olio su tela, chiesa di Nostra Signora del Sacro Cuore (Il-Knisja Parrokjali tal-Madonna tas-Sacro Cuor) di Sliema.
- 1881, Ciclo, 3 pale d'altare, olio su tela, chiesa di Nostra Signora del Sacro Cuore (Il-Knisja Parrokjali tal-Madonna tas-Sacro Cuor) di Sliema.
- ?, Stella Maris, pala d'altare dedicata alla titolare, olio su tela, chiesa Stella Maris di Sliema.
- ?, Vergine del Rosario, profeti e gli episodi della vita di Cristo, opere presenti nella chiesa di Mosta.
- ?, Pala di San Domenico, dipinto, opera custodita nella chiesa di Santa Maria di Porto Salvo di La Valletta.
- ?, Natività di Gesù Cristo, dipinto, opera documentata nella chiesa di Sant'Andrea di Luqa.
- ?, San Domenico, dipinto, opera documentata nella chiesa di Sant'Andrea di Luqa.
- ?, San Michele, dipinto, opera documentata nella chiesa di Sant'Andrea di Luqa.
- ?, Sacro Cuore di Gesù, dipinto distrutto durante la seconda guerra mondiale), opera documentata nella chiesa di Sant'Andrea di Luqa.
- ?, Nostra Signora del Rosario, dipinto, opera documentata nella chiesa di Sant'Andrea di Luqa.
- ?, Santa Caterina Vergine e Martire, dipinto, opera documentata nella chiesa di Sant'Andrea di Luqa.
- ?, San Paolo, dipinto, opera documentata nella chiesa di Sant'Andrea di Luqa.
- ?, Apoteosi di San Francesco, dipinto, opera custodita nella chiesa di San Francesco d'Assisi di La Valletta.
- 1906, San Francesco riceve le stimmate, opera appartenente alla collezione privata dei discendenti di Giuseppe Cauchi.
- ?, Sacro cuore di Gesù, dipinto, opera custodita sull'altare maggiore della chiesa del Sacro Cuore di Gesù di Fontana.
- 1899, Sacra Famiglia, dipinto su tela, opera custodita nella Cappella di San Giuseppe della basilica di San Giorgio di Victoria.
- 1911, Tre Rome
- 1912c., Ciclo, affreschi, opere presenti nel Palazzo Verdala di Siggeui.
- 1917, Assunzione di Maria, dipinto, opera custodita sull'altare maggiore della chiesa dell'Assunzione di Maria di Qrendi.
- ?, San Lorenzo martire, dipinto, opera custodita nella chiesa di San Lorenzo di San Lorenzo.
- ?, Pitture, abside principale, abside cappella minore e Cappella di San Giuseppe, opere presenti nella basilica di Sant'Elena di Birkirkara.
- ?, Le quattro stagioni, quattro putti nella sala d'ingresso dell'Alhambra, casa ispano - moresca in Rudolph Street di Sliema. Case progettate dall'architetto maltese Emanuele Luigi Galizia.
- ?, Doni dello Spirito Santo, dipinto opera custodita nella chiesa dell'Annunciazione di Balzan.
- ?, Madonna del Rosario, dipinto opera custodita nella chiesa dell'Annunciazione di Balzan.
- ?, Gloria di San Giorgio, dipinto, opera custodita nella chiesa di San Giorgio di Qormi.
- ?, San Lorenzo, dipinto, opera custodita nella chiesa di San Paolo di La Valletta.
- ?, Santo Stefano, dipinto, opera custodita nella chiesa di San Paolo di La Valletta.
- ?, Madonna della Vittoria, dipinto, opera custodita nella chiesa della Madonna della Vittoria di Melleha.
- ?, Natività, dipinto, opera custodita nella chiesa di Lia.
- 1891, Santa Croce, dipinto, opera custodita nella chiesa della Trasfigurazione di Gesù o del Salvatore (Il-knisja Parrokkjali tas-Salvatur) di Lia.
- ?, Ciclo, affreschi, decorazione pittorica della cupola nella chiesa della Trasfigurazione di Gesù o del Salvatore (Il-knisja Parrokkjali tas-Salvatur) di Lia.
- ?, Madonna del Rosario, dipinto, opera custodita nella chiesa di Santa Maria di Micabba.
- ?, Ritratto del mercante Agostino Cassar Torregiani.
- ?, Ritratto del giudice Carbone.